# بلعیدن (فیلم)
بلعیدن (انگلیسی: Devour) فیلمی ترسناک به کارگردانی دیوید وینکلر و نویسندگی آدام و ست گروس محصول سال ۲۰۰۵ آمریکا است. از بازیگران این فیلم می‌توان به جنسن اکلس، شانین سوسامون، دامینیک سوین و ویلیام سدلر اشاره کرد.

## داستان
جیک گری مرد جوانی است که تصورات عجیبی از قتل و خودزنی دارد. او و دوستانش، کنراد و داکوتا، در یک بازی نقش‌آفرینی به نام «مسیر» شرکت می‌کنند که در نهایت از کنترل خارج شده و تبدیل به یک همه‌گیری مرگبار می‌شود.

## بازیگران
- جنسن اکلس در نقش جیک گری
- شانین سوسامون در نقش ماریسول
- دامینیک سوین در نقش داکوتا
- ویلیام سدلر در نقش ایوان ریسز
- تیچ گرانت در نقش کنراد دین
- مارتین کامینز در نقش ایدن کاتر
- راب استوارت در نقش راس نورث
- آر. نلسن براون در نقش والت